# Psilocharis theocles
Psilocharis theocles är en stekelart som först beskrevs av Walker 1839.  Psilocharis theocles ingår i släktet Psilocharis och familjen Eucharitidae. Inga underarter finns listade i Catalogue of Life.